# 朱常澐
都昌王朱常澐（16世纪—？），明朝都昌王朱载塎孙，都昌长子朱翊铧子。朱载塎死后，因朱翊铧已经去世，朱常澐袭封都昌王，后事不详。